# Diocesi di Louth
La diocesi di Louth  (in latino: Dioecesis Lugmadensis) è una sede soppressa e sede titolare della Chiesa cattolica. Per la sede titolare, immutato il latino, si usa la grafia Lugmad.

## Territorio
Sede vescovile era l'attuale villaggio di Louth, nell'odierna contea omonima.

## Storia
La sede monastica di Louth fu fondata sul finire del V secolo da Mochte, un monaco proveniente dalla Gran Bretagna, che precedette san Patrizio, che voleva fondare una chiesa nella stessa località.
In un periodo imprecisato, si ritiene attorno all'XI secolo, la diocesi fu soppressa e unita alla diocesi di Clogher.
Dal 1969 Louth è annoverata tra le sedi vescovili titolari della Chiesa cattolica con il nome di Lugmad; dal 7 maggio 2019 il vescovo titolare è Michael Router, vescovo ausiliare di Armagh.

## Cronotassi

### Vescovi
- Mochte o Mochtalugh † (? - 19 agosto 534 deceduto)
- Eocha MacTuathail † (? - 820 deceduto)
- Cuana † (? - 823 deceduto)
- Fionan † (? - 860 deceduto)
- Coencomragh † (? - 871 deceduto)
- Crunmaol † (? - 878 deceduto)
- Meolpatrick MacBroin † (? - 936 deceduto)
- Finnachta MacEctigern † (? - 948 deceduto)
- Moelmochteus † (? - 1044 deceduto)

### Vescovi titolari
- Michael O'Reilly † (22 dicembre 1969 - 28 novembre 1970 dimesso)
- Thomas Joseph Winning † (22 ottobre 1971 - 23 aprile 1974 nominato arcivescovo di Glasgow)
- John Joseph Gerry † (5 giugno 1975 - 13 dicembre 2017 deceduto)
- Michael Router, dal 7 maggio 2019